# Avondster (Tolkien)

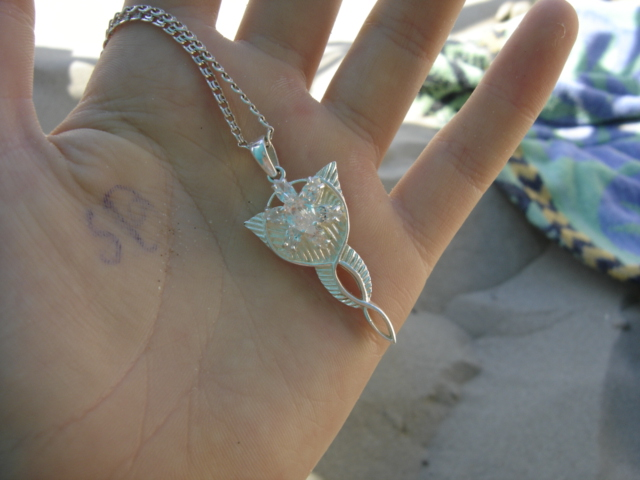
De Evenstar

De Avondster (Engels: Evenstar) is een juweel dat voorkomt in de films gebaseerd op In de Ban van de Ring. Het voorwerp is verzonnen voor de films en komt niet voor in de boeken, al geeft Arwen aan het einde van het boek De Terugkeer van de Koning, wanneer ze ziet dat Frodo ziek is, hem een stervormige hanger met een wit kristal erop, die een genezende werking heeft.
Het is vernoemd naar Arwen Undomiel. Arwen draagt het rond haar hals als teken van haar onsterfelijkheid. In The Fellowship of the Ring schenkt Arwen de Avondster aan Aragorn. Ze wil hem haar liefde beschrijven en geeft zo ook haar onsterfelijkheid af. Aragorn draagt de Evenstar overal met zich mee.